# NGC 463
NGC 463 je galaksija u zviježđu Ribe.

## Vanjske poveznice
- SEDS: NGC 463